# True Lies
 True Lies és una pel·lícula estatunidenca de James Cameron estrenada el 1994. Es tracta del remake de la pel·lícula francesa La Totale!, dirigida per Claude Zidi el 1991 amb Thierry Lhermitte i Miou-Miou. Ha estat subtitulada al català.

## Argument
Un agent secret, la família del qual ignora les activitats descobreix que la seva dona està a punt de començar una relació amb un home fent-se passar per un agent secret i que s'atribueix els fets d'armes del verdader agent secret. En el mateix moment, es congria una important amenaça terrorista contra els Estats Units. Intentarà recuperar el cor de la seva dona, i posar fi a les activitats del grup terrorista. Des de llavors, la seva vida professional sobrepassarà sobre la seva vida personal, i viceversa.

## Repartiment
- Arnold Schwarzenegger: Harry Tasker
- Jamie Lee Curtis: Helen Tasker
- Tom Arnold: Albert Gibson
- Bill Paxton: Simon
- Tia Carrere: Juno Skinner
- Art Malik: Salim Abu Aziz
- Charlton Heston: Spencer Trilby
- Eliza Dushku: Dana Tasker
- Grant Heslov: Faisil
- Marshall Manesh: Jamal Khaled
- James Allen: Coronel
- Dieter Rauter: Boathouse guard
- Jane Morris: Janice
- Katsy Chappell: Allison
- Crystina Wyler: Charlene
- Ofer Samra: Yusif
- Robert Shriver

## Premis i nominacions

### Premis
- 1995. Globus d'Or a la millor actriu musical o còmica per a Jamie Lee Curtis

### Nominacions
- 1995. Oscar als millors efectes visuals per John Bruno, Thomas L. Fisher, Jacques Stroweis i Pat McClung
- 1995. BAFTA als millors efectes visuals per John Bruno, Thomas L. Fisher, Jacques Stroweis, Pat McClung i Jamie Dixon

## Al voltant de la pel·lícula
- La pel·lícula ha estat adaptada en videojoc, True Lies, estrenat el 1994 sobre Game Boy, Sega Game Gear, Sega Mega Drive i Super Nintendo.
- Aquesta pel·lícula és la primera a fer aparèixer l'actor Eliza Dushku, que serà l'heroïna de Tru Calling: compte enrere, sèrie americana l'heroïna de la qual reviu la jornada per salvar la vida d'un mort que l'ha interpelat.[3]
- La música amb la que balla Arnold Schwarzenegger en l'escena d'introducció de la pel·lícula és el tango Por una cabeza.
- Des que la seva dona ha descobert que era espia i després que ha aconseguit alliberar-se bastant fàcilment de la sala de tortura, diu «m'he casat amb Rambo».
- En l'última escena, quan Jamie Lee Curtis i Schwarzenegger ballen un tango, intercanvien una rosa amb la seva boca en un gest que recorda el de Jack Lemmon ballant amb Joe E. Brown al final de Ningú no és perfecte.